# Joseph Bazalgette

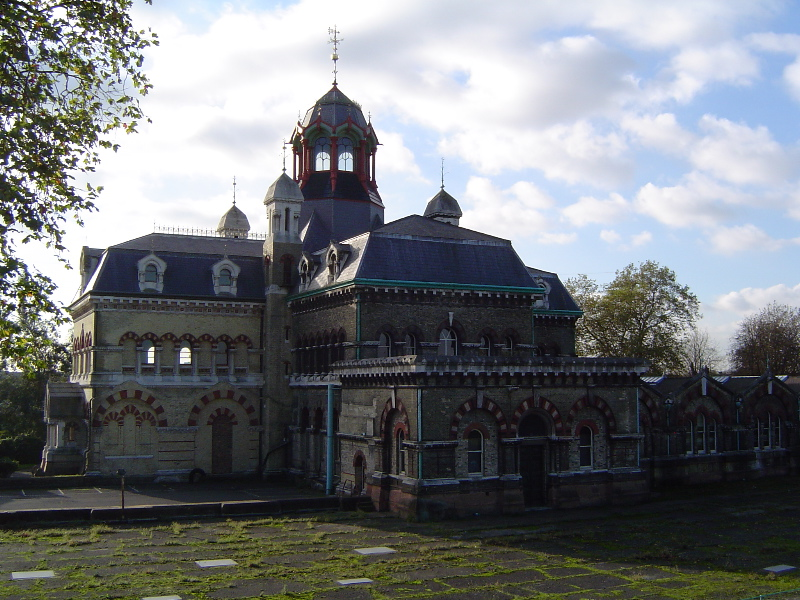
Het oude Abbey Mills rioolgemaal

Joseph William Bazalgette (Enfield, 28 maart 1819 – Wimbledon, 15 maart 1891) was een van de grote ingenieurs van het victoriaanse tijdperk. Als hoofdingenieur van de Londense Metropolitan Board of Works was hij verantwoordelijk voor de opzet en bouw van het rioolnetwerk van Londen. Hiermee hielp hij deze metropool af van cholera-epidemieën waarbij ook nog eens de Theems schoner maakte door de afvoer van het afvalwater dat voorheen rechtstreeks op de rivier geloosd werd.

## Riolering (Sewer works)
In de 19de eeuw was de Theems nauwelijks meer dan een open riool, zonder enig spoor van leven en een overduidelijke bedreiging voor de gezondheid van de bewoners van de stad. Het voorstel van Bazalgette was om 134 kilometer aan gemetselde ondergrondse hoofdriolen aan te leggen om het water van de bestaande riooloverstorten af te vangen en te vervoeren naar een locatie verder benedenstrooms. Daarnaast behelsde het plan de aanleg van 1800 kilometer riolering om het afvalwater af te voeren dat tot dan toe geloosd werd op de bestrating. Rioolwaterzuiveringen werden pas tientallen jaren later gebouwd.
Het plan voorzag in grote rioolgemalen in Deptford (1864) en Crossness (1865) aan de Erith-moerassen, allebei aan de zuidzijde van de Theems, en bij Abbey Mills (in de Lea-vallei, 1868) en aan de Chelsea Embankment (vlak bij Grosvenor Bridge; 1875), aan de noordzijde van de rivier.
Het systeem werd geopend door prins Eduard in 1865, hoewel het hele project pas tien jaar later afgerond werd.
Bazalgettes vooruitziende blik kan herkend worden in de gekozen diameters van de rioolbuizen. Tijdens de voorbereidende fase rekende hij met de grootste bevolkingsdichtheid en kende hij elke inwoner een zeer ruime lozingshoeveelheid toe aan de hand waarvan hij de diameters berekende. Hij verdubbelde daarna deze diameter nog eens om onvoorziene omstandigheden te kunnen dekken. Als hij deze verdubbeling niet geteld had, dan was de capaciteit van het stelsel in de jaren 60 van de twintigste eeuw te klein geweest. Tot op heden is de capaciteit nog voldoende.
Het effect van dit megaproject was de reductie van het aantal cholera-gevallen, niet alleen waar de ondraaglijke stank weggenomen was, maar op alle plaatsen waar het drinkwater niet meer vervuild werd.

## Erkenning
Bazalgette werd geridderd in 1875, en gekozen als voorzitter van het Institution of Civil Engineers in 1883.
Een monument van Bazalgette staat aan de rivierzijde van de Victoria Embankment in hartje Londen.

## Andere werken
- Albert Embankment (1869)
- Victoria Embankment (1870)
- Chelsea Embankment (1874)
- Maidstone Bridge (1879)
- Albert Bridge (1884; aanpassingen)
- Putney Bridge (1886)
- Hammersmith Bridge (1887)
- Woolwich Free Ferry (1889)
- Battersea Bridge (1890)
- Charing Cross Road
- Garrick Street
- Northumberland Avenue
- Shaftesbury Avenue
- vroege plannen voor de Blackwall Tunnel (1897)
- een voorstel voor wat later Tower Bridge zou worden